# گاکتو
گاکتو کاموی ( به انگلیسی: Gackt Camui ، متولد ۴ ژوئیهٔ ۱۹۷۴ )، که بیشتر با عنوان گکت یا گاکتو ( به انگلیسی: Gackt ) شناخته می‌شود. نوازنده، خواننده، آهنگساز، بازیگر و نویسندهٔ ژاپنیست. وی فعالیّت‌های خود را از سال ۱۹۹۴ آغاز کرد. پیش از اقدام به انتشار کارهای تکی خود در سال ۱۹۹۹، ابتدا به عنوان خوانندهٔ اصلی گروه مستقل کینز: فیل، و سپس به عنوان عضوی از گروه راک ویژوئال کی مالیس میزر به فعالیّت پرداخت.

وی با انتشار ۹ آلبوم استودیویی و ۴۲ تک‌آهنگ، رکورد بیشترین تک‌آهنگ راه‌یافته به ده‌تای برتر را در تاریخ ژاپن از آن خود کرده است. تک‌آهنگ «رجعت کننده»، در ۲۰ ژوئن ۲۰۰۷ منتشر شد و به عنوان اولین تک‌آهنگ او در صدر جداول اُریکن قرار گرفت. گاکتو در سال ۲۰۰۷، به عنوان اولین هنرمند ژاپنی، فهرست ترانه‌های خود را در آی‌تیونز منتشر کرد.

موسیقی گاکتو همچنین به عنوان ترانهٔ اصلی چندین بازی ویدئویی، انیمیشن و سریال تلویزیونی برگزیده شده است.

وی همچنین در فیلم‌های «فرزند ماه»، «بونراکو» و سریال تلویزیونی «فورین کازان» به ایفای نقش پرداخته است.

## آلبوم‌شناسی
- نگون‌بخت ( ۱۹۹۹ )
- مریخ ( ۲۰۰۰ )
- تجدید حیات ( ۲۰۰۱ )
- ماه ( ۲۰۰۲ )
- هلال ماه ( ۲۰۰۳ )
- نامۀ عاشقانه ( ۲۰۰۵ )
- دیابلوس ( ۲۰۰۵ )
- تولد دوباره ( ۲۰۰۹ )